# 魯迪夫卡 (斯瓦托韋區)
49°24′46″N 38°26′50″E / 49.41278°N 38.44722°E
魯迪夫卡（烏克蘭語：Рудівка）是位於烏克蘭東部的村莊，由盧甘斯克州斯瓦托韋區的斯瓦托韋市鎮負責管轄。該村始建於1764年，面積8.86平方公里，海拔高度99米，2001年人口833，人口密度每平方公里94人。